# 3ds Max
3ds Max (スリーディーエス・マックス) はオートデスク社による、3次元コンピュータグラフィックス作成用の統合型ハイエンドソフトウェアである。
ポリゴンおよびNURBSモデリング機能を持つほか、アニメーションにも対応し、レンダラーとしてバージョン2017まではmental rayを、バージョン2018よりArnoldを標準搭載している。

## 歴史
1990年に3D Studio DOSとしてリリース、その後、3d studio Max (スリーディー・スタジオ・マックス) としてバージョン3までリリースされ、それ以降の名前は3ds max (スリーディーエス・マックス) で、バージョン8からは3ds Maxと表記されている。単にMax (マックス) と呼ばれることも多い。名称はマーケティング部門に所属する女性社員の息子の名前に由来するもので、「Maxか。すごく良い名前だね」と気に入られた結果というエピソードが残されていると、SIGGRAPH2010で語られた。
開発を行っていたKinetix社は、かつて米国サンフランシスコに拠点を置いていたが、その後オートデスク社に買収されオートデスク社の1部門となった。1999年のディスクリート・ロジック社との合併に伴い、その後の3d studio Maxは3d Studioの後継製品とされた。その後2005年3月 メディア＆エンターテインメント に部署名を変更した。

## 特徴
特徴は豊富なプラグインとサポートするネットワークである。キャラクターアニメーションや映像やCAD製品との連携に関して意識されておりそれらの分野に使用されることが多い。AutoCADとの連携を高め、キャラクターアニメーション制作に役に立つcharacter studioというソフトウェアもMaxバージョン7以降は標準機能として搭載されている。
更にバージョン2010よりサブスクリプションにて、バージョン2011からは標準機能としてCharacter Animation Toolkit (CAT) も統合された。
バージョン6で搭載されたノードベースのパーティクルフローや、プラグインのFumeFX、RayFire、Krakatoa、ThinkingParticleなどの台頭、CGソフトの使用方法が、得意なジャンルでそれぞれ使い分ける方向に変化したため、強力なエフェクトプラグインを持つ3ds Maxは、エフェクトソフトとしての地位も高めている傾向にある。
バージョン2009から通常版と建築向けの3ds Max Designとに分かれていたが、2016で3ds Maxと3ds Max Designを初回起動時に選べるようになった。
バージョン2012までは、日本語インターフェイスと英語インターフェイスは分かれており、マルチ言語に対応していなかったが、バージョン2013にて対応した。
2014年12月19日に3ds Maxのバージョン2015 Extension 2が発表された。使用できるOS環境はMicrosoft Windows 7 SP1 Professional以上、Windows 8 Pro、Windows 8.1 Proとなっている。
2015年4月13日に、正式に2016が発表された。
2017年4月12日にバージョン2018がリリースされた。対応OSはWindows 7 SP1、Windows 8、Windows 8.1、Windows 10 Proとなっている。
また、以前はMacintoshのBoot Campを使用したWindowsでの動作もサポートされていたが、2017年3月以降はサポート対象外となっている。